# Делай ноги 2
«Делай ноги 2» (англ. Happy Feet Two) — австралийский компьютерный мультфильм, премьера которого состоялась 17 ноября 2011 года. Продолжение мультфильма «Делай ноги» (2006). Мультфильм вышел в формате 3D.

## Сюжет
Неутомимый пингвин Мамбл, некогда покоривший своим блестящим танцорским талантом целое племя императорских пингвинов, стал отцом. Его малыш — Эрик, в точности такой же свободолюбивый и независимый, как и его папа, но в своих амбициях и авантюрах, несмотря на свой юный возраст, уже способен дать хорошую фору отцу и всем окружающим.
Кумиром малыша становится Великий Свен, — пингвин, умеющий летать (на самом деле ту́пик). Во всём следуя и подражая ему, Эрик ни в какую не собирается учиться танцевать, вопреки планам и убеждениям Мамбла. Однако, настоящие трудности и проблемы состоят в другом, и, чтобы таковые преодолеть не без успеха, Мамблу и Эрику предстоит забыть о предрассудках и разногласиях, встав на защиту общих интересов и идеалов…

## Роли озвучивали
- Элайджа Вуд — Мамбл
- Робин Уильямс — хохлатый пингвин Ловелас / пингвин Адели Рамон
- Пинк — Глория
- Ава Акрес[англ.] — Эрик
- Карлос Алазраки — Нестор
- Джонни Санчес[англ.] — Ломбардо
- Ломбардо Бойар[англ.] — Рауль
- Джеффри Гарсиа[англ.] — Риналдо
- Брэд Питт — криль Уилл
- Мэтт Деймон — криль Билл
- Магда Шубански — мисс Виола
- София Вергара — Кармен
- Энтони Лапалья — поморник-босс
- Дэнни Манн[англ.] — Дино
- Майкл Корначчиа[англ.] — Фрэнки
- Хьюго Уивинг — Ной (в старости)
- Хэнк Азариа — ту́пик Великий Свен («летающий пингвин»)
- Ричард Картер[англ.] — Пляжный мастер/морской слон
- Common — Сеймур

## Факты
- Многие актёры озвучивают те же самые роли, что и в первой части мультфильма пять лет назад. Бриттани Мёрфи также начала работу над озвучиванием «своего» персонажа — Глории, — но в связи со смертью актрисы на эту роль взяли Pink[4].
- В этом мультфильме, также как и в первой части, присутствует не-анимационная вставка с реальными актёрами[5].
- Фильм вышел в форматах RealD Cinema и IMAX 3D.
- Предваряет ленту небольшой мультфильм из серии Looney Tunes «Daffy’s Rhapsody»[6].
- Happy Feet Two: The Video Game — компьютерная игра по мультфильму разработанная компанией KMM Games для PlayStation 3, Xbox 360 и Wii, компанией англ. WayForward Technologies для Nintendo DS и Nintendo 3DS[7][8].
- В саундтрек мультфильма включена композиция Mama Said Knock You Out (LL Cool J, 1991)[9]. Также в проморолике присутствуют[10] композиции SexyBack (Джастин Тимберлейк, 2006) и англ. Papa-Oom-Mow-Mow (англ. The Rivingtons, 1962). В мультфильме используется песня «Dragostea din tei» молдавской группы O-Zone[11].
- Ария пингвинёнка про папу основана на второй арии Марио Каварадосси из оперы «Тоска» E lucevan le stelle Джакомо Пуччини[12].
- В мультфильме звучит песня британской рок-группы Queen и Дэвида Боуи «Under Pressure».

## Премьерный показ в разных странах[13]
- Таиланд, Сингапур — 17 ноября 2011
- Канада, США — 18 ноября 2011
- Бельгия, Нидерланды — 23 ноября 2011
- Аргентина — 24 ноября 2011
- Бразилия, Эстония, Литва, Польша — 25 ноября 2011
- Япония — 26 ноября 2011
- Венгрия — декабрь 2011
- Россия[14], Германия — 1 декабря 2011
- Армения, Финляндия, Ирландия, Норвегия, Испания, Великобритания — 2 декабря 2011
- Франция — 7 декабря 2011
- Португалия — 8 декабря 2011
- Швеция — 9 декабря 2011
- Гонконг — 22 декабря 2011
- Чехия — 19 января 2012
- Турция — 20 января 2012